# Tân Ốc

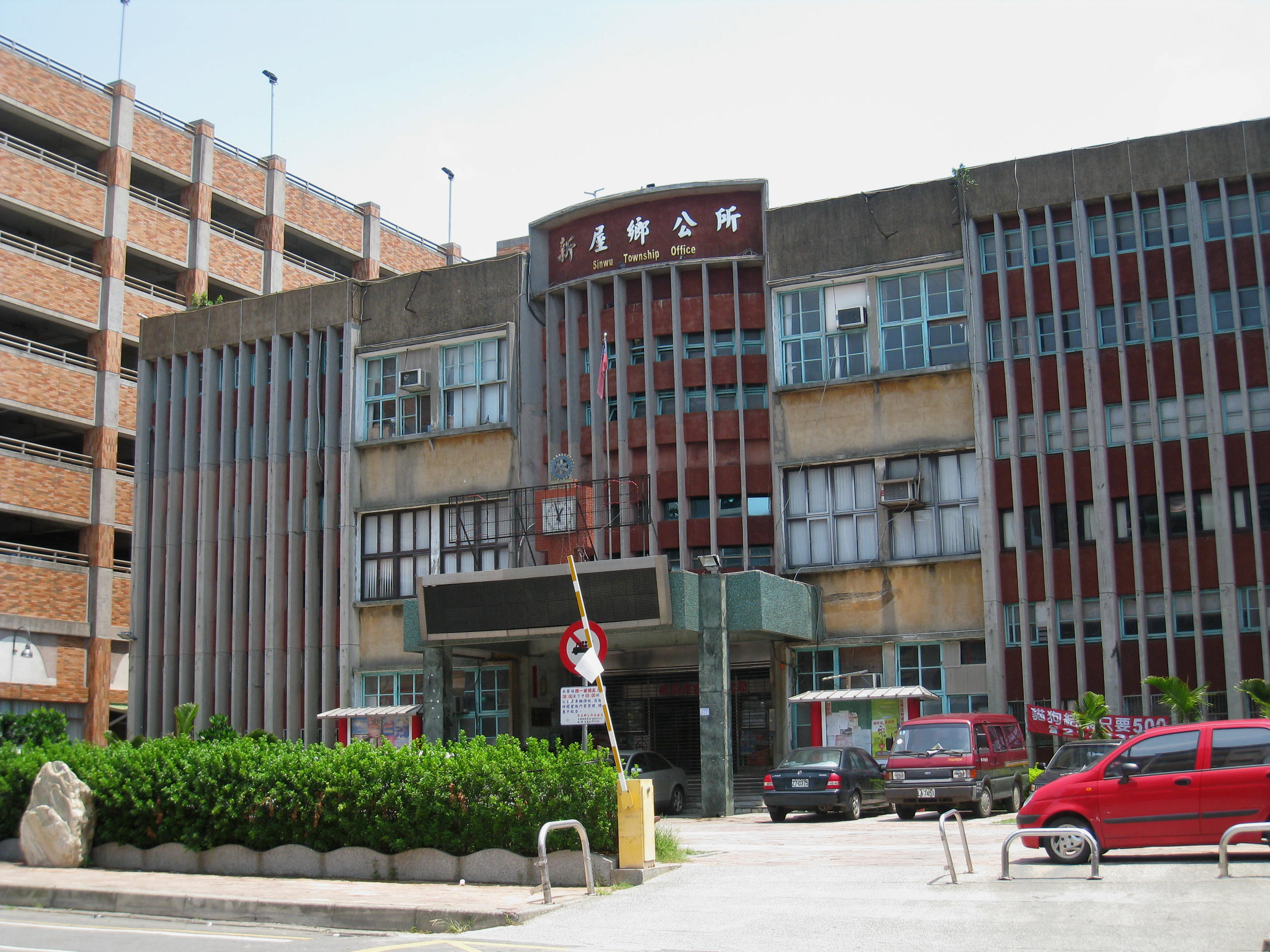
Văn phòng Tân Ốc Khu

Tân Ốc (tiếng Trung: 新屋區) là một khu của thành phố Đào Viên, Đài Loan. Đây là một khu có kinh tế phụ thuộc vào nông nghiệp và là vựa lúa của khu vực miền bắc Đài Loan. Tân Ốc có đa số cư dân là người Khách Gia, tuy nhiên hiện nơi dây đang diễn ra quá trình lão hóa dân số do thanh niên tìm đến những khu vực phát triển hơn để sinh sống. Tân Ốc có diện tích 85,0166 km², dân số vào tháng 8 năm 2011 là 48.758 người thuộc 15.024 hộ gia đình, mật độ cư trú đạt 573,5 người/km².